# Indre By

Carte des quartiers administratifs de Copenhague :
A : Indre By
B : Østerbro
C : Nørrebro
D : Bispebjerg
E : Brønshøj-Husum
F : Vanløse
G : Valby
H : Vesterbro/Kongens Enghave
I : Amager Vest
J : Amager Øst

Indre By, littéralement ville intérieure, désigne le centre-ville historique de Copenhague, la capitale et la plus grande ville du Danemark. C'est l'une des 10 quartiers administratifs de la ville de Copenhague. 
On désigne aussi de cette manière le centre-ville historique de la plupart des grandes villes danoises (Odense, Århus, Ålborg, etc). 

## Géographie
Elle couvre 4,65 km2 avec une population de 26 233 habitants.
Indre By est entièrement situé à l'intérieur des anciens remparts de Copenhague.
On y trouve notamment le quartier latin de Copenhague, l'université de Copenhague, la bibliothèque universitaire de Copenhague et la cathédrale Notre-Dame de Copenhague.